# زبان‌شناسی
زبان‌شناسی (به انگلیسی: linguistics) علمی است که به مطالعه و بررسی روشمند زبان می‌پردازد. در واقع، زبان‌شناسی می‌کوشد تا به پرسش‌هایی بنیادین در مورد زبان پاسخ گوید.
زبان‌شناسی به مفهوم جدیدش علمی نسبتاً نوپا است که قدمتی کم‌وبیش صدساله دارد؛ اما مطالعات تخصصی دربارهٔ زبان، به چند قرن پیش از میلاد بازمی‌گردد، یعنی زمانی که پانینی قواعدی برای زبان سانسکریت تدوین کرد. 
در زبان‌شناسی، ابعاد گوناگون زبان در قالب حوزه‌های صرف، نحو، آواشناسی، واج‌شناسی، معناشناسی، کاربردشناسی، تحلیل گفتمان، زبان‌شناسی تاریخی تطبیقی، رده‌شناسی زبان و نیز حوزه‌های بین‌رشته‌ای مانند جامعه‌شناسی زبان، روان‌شناسی زبان، عصب‌شناسی زبان، زبان‌شناسی قضایی، زبان‌شناسی بالینی، زبان‌شناسی تحلیلی، زبان‌شناسی آموزشی و زبان و منطق بررسی می‌شوند. از آنجا که زبان پدیدهٔ پیچیده‌ای انسانی و اجتماعی است، برای مطالعهٔ جامع و دقیق آن، بهره‌گیری از علوم مرتبط دیگر الزامی به نظر می‌رسد. در واقع، مطالعهٔ فراگیر زبان، رویکردی چندبعدی را می‌طلبد؛ بنابراین، زبان‌شناسی علاوه‌بر مطالعهٔ جنبه‌های توصیفی و نظری زبان به ابعاد کاربردشناختی، روان‌شناختی، مردم‌شناختی، اجتماعی، هنری، ادبی، فلسفی و نشانه‌شناختی زبان توجه می‌کند. 
مطالعاتی مانند رابطه و تعامل بین زبان و ذهن، زبان و شناخت، زبان و رویکردهای فلسفی، زبان و قوهٔ تعقل، زبان و منطق، دانش ذاتی، یادگیری زبان اول، کاربرد زبان و محیط زیست، زبان و قانون، زبان و هوش مصنوعی، زبان و فرهنگ، زبان و جامعه، زبان و تکامل انسان، زبان و سیاست، زبان و تفکر و دیگر نشانه‌های ارتباطی می‌توانند زیرمجموعه‌های رشتهٔ زبان‌شناسی دانسته شوند.
زبان‌شناس فردی است که به این علم اشتغال دارد و به بررسی‌های زبان‌شناختی می‌پردازد. برخلاف باور عمومی، لزومی ندارد زبان‌شناس به چندین زبان تسلط داشته باشد بلکه او باید بتواند در پدیده‌ها و موضوعات زبان‌شناختی همچون واژه، نشانه، هجا، گروه نحوی، معنا و گفتمان کندوکاو کند. 

## موضوعات اصلی
«زبان چیست؟» «زبان چگونه عمل می‌کند و از چه ساخت‌هایی تشکیل شده‌است؟»، «انسان‌ها چگونه با یکدیگر ارتباط برقرار می‌کنند؟»، «زبان آدمی با سامانهٔ ارتباطی دیگر جانوران چه تفاوتی دارد؟»، «کودک چگونه سخن‌گفتن می‌آموزد؟»، «زبان بشر چگونه تکامل یافته‌است؟»، «زبان‌ها چه قرابتی با یکدیگر دارند؟»، «ویژگی‌های مشترک زبان‌های جهان کدامند؟»، «انسان چگونه می‌نویسد و از چه راهی زبان نانوشتاری را واکاوی (تحلیل) می‌کند؟»، «چرا زبان‌ها دگرگون می‌شوند؟» از جمله اساسی‌ترین پرسش‌هایی است که علم زبان‌شناسی درصدد پاسخ‌گویی به آنها است.

## تاریخچه
معمولاً تاریخِ دانشِ زبان‌شناسی را به معنی «مطالعات تخصصی زبان» تا کتاب دستور سانسکریت نوشتهٔ پانینی هندی عقب می‌برند. پانینی در سدهٔ پنجم پیش از میلاد، دستور زبان بسیار پیشرفته‌ای برای زبان سانسکریت نوشت. اما زبان‌شناسی به مفهوم مدرنش با انتشار کتاب دورهٔ زبان‌شناسی عمومی نوشتهٔ فردینان دوسوسور آغاز شد. دوسوسور بین مطالعات زبانیِ «همزمانی» و «در زمانی» تمایز قائل شد و بر مطالعهٔ «نظام زبان» تأکید کرد. در دههٔ ۱۹۵۰، نظریات نوام چامسکی انقلابی در این رشته به‌وجود آورد و باعث پیدایش دستور زایشی شد. او با انتقاد شدید از روان‌شناسی رفتارگرا، که یادگیری زبان را نوعی تقلید رفتاری می‌داند، با ارائهٔ شواهدی، ناکارآمدی‌های چنین دیدگاهی را نشان داد. او معتقد است اصول و خصوصیات زبان در انسان، ذاتی است و کودک زبان را یاد نمی‌گیرد، بلکه فرا می‌گیرد (acquire). به‌عبارت دیگر، نحوهٔ فراگیری زبان به‌صورت ارثی و ژنتیکی در مغز برنامه‌ریزی شده‌است و محیط پیرامون کودک تنها نقش محرک را برای فراگیری زبان مادری ایفا می‌کند. کودک، مجموعهٔ محدودی از اطلاعات را از محیط زبانیِ خویش می‌گیرد و خود قادر است ترکیبات جدیدی بسازد. نظریه‌پردازان پیش‌تر معتقد بودند زبان مادری تنها از راه شنیدن گفتار اطرافیان و به‌صورت اکتسابی وارد ذهن کودک می‌شود.

## انقلاب‌های علمی در زبان‌شناسی
چند نقطهٔ عطف در تاریخ علم زبان‌شناسی وجود دارد. اولین انقلاب علمی در حوزهٔ زبان‌شناسی، تاریخ‌گرایی است که در قرن هجدهم شکل گرفت. آنچه به‌عنوان شروع انقلاب اول در تاریخ زبان‌شناسی ثبت و ضبط شده، به ۱۷۸۶ بازمی‌گردد و خطابهٔ معروف حقوق‌دان انگلیسی، ویلیام جونز، که وقتی متون سانسکریت را با فارسی باستان و لاتین مقایسه کرد، شباهت‌های فراوانی بین این متون یافت و معتقد شد که این زبان‌ها از یک منشأ واحد، که زبان هندواروپاییِ مادر است، سرچشمه گرفته‌است. این شروع انقلاب اول در تاریخ زبان‌شناسی است. متعاقبِ آن، بحث سرنوشت زبان‌ها، خانوادهٔ زبان‌ها و اینکه این زبان‌ها از چند گروه سرچشمه گرفته‌اند، شروع شد و این، اولین انقلاب در تاریخ زبان‌شناسی، ذیل عنوان «تاریخ‌گرایی» مطرح شده‌است. در این دوره، نگاه زبان‌شناسان معطوف به تحولات تاریخی و به‌اصطلاح «در زمانی» بود و تبیین هر پدیدهٔ زبانی را با توجه به گذشته می‌دیدند. این انقلاب با پیدایش گروهی از زبان‌شناسان، که بعدها نودستوریان نام گرفتند، تکمیل شد. آن‌ها به‌دنبال یافتن قوانینی برای تغییرات زبانی بودند.
دومین انقلاب در زبان‌شناسی، ساخت‌گرایی است که فردینان دوسوسور به بنا نهادن آن مشهور شد، هر چند قبل از وی ویلهلم فون هومبولت این نظریات را به نحوی بیان کرده بود، اما عدم توجه به نظرات وی باعث شهرت کاذب سوسور شد. (A Short History of Linguistics, 1967, p. 150-151) زبان‌شناسی سوسور واکنشی به تاریخ‌گرایی و انقلاب نخست بود. سوسور پایه‌گذار ساخت‌گرایی است. آنچه سوسور در این بحث مطرح می‌کرد، توجه به وضعیت هم‌زمانی است نه تبیین‌های تاریخی. جوهرهٔ بحث سوسور مبتنی بر مفهوم نشانه است. دوسوسور زبان را به مثابهٔ یک نظام مورد بررسی قرار داد و «زبان‌شناسی همزمانی» را از «زبان‌شناسی تاریخی» جدا کرد. تا آن هنگام، گروه‌های زبان‌شناسیِ دانشگاه‌ها بیشتر به زبان‌شناسی تاریخی می‌پرداختند. «نشانه» از نظر سوسور واژه است و به یک معنا زبان‌شناسی سوسوری، واژه‌بنیاد است. او از دالّ و مدلول، که دو بخش عمدهٔ نشانه هستند، صحبت می‌کند. سوسور زبان را نظامی از نشانه‌ها می‌داند. این منظرِ سوسور به مدت پنجاه سال زبان‌شناسی را تحت تأثیر خود قرار داده بود.
عمدهٔ فعالیت‌های زبان‌شناسی در دورهٔ ساخت‌گرایی که به نیمهٔ اول قرن بیستم مربوط می‌شود به «صَرف» یا «ساخت‌واژه» و نظام واجی و آوایی توجه داشت. البته در این دوره در مکتب پراگ، زبان‌شناسیِ متن مطرح شد. پس طلایه‌ای از تحلیل گفتمان در مکتب پراگ دیده می‌شود. آن مکتب به نقش‌گرایی و کارکردگرایی اعتقاد داشت.
انقلاب سوم در حوزهٔ زبان‌شناسی را نوام چامسکی در سال ۱۹۵۷ با ارائهٔ نظریاتی راجع به دستور جهانی و زبان‌آموزی کودک پدیدآورد. این نظریات باعث ایجاد یک چارچوب نظریِ مهم در علم زبان‌شناسی شد که دستور زایشی نام دارد. انقلاب او از این نظر در خور توجه است که او زبان‌شناسی را «نحوبُنیاد» کرد و «جمله» را واحد مطالعه برای زبان‌شناسی قرار داد؛ بنابراین، زبان‌شناسی یک سیر تکوینی را طی کرد. دیدگاه چامسکی از ۱۹۵۷ تا امروز در آمریکای شمالی و رویکرد آن به نام زبان‌شناسی زایشی، تفکر غالب است. این یکی از پارادایم‌های مطرح در زبان‌شناسی امروز است. این رویکرد اولاً در سطح جمله باقی مانده‌است و به سطح فراجمله نمی‌رود و ثانیاً به تفکر عقل‌گرایی دکارتی معتقد است؛ یعنی این که بخشی از دانش زبانیِ ما در بدو تولد با ما به عرصهٔ جهان می‌آید. پس معتقد است برخی از ویژگی‌های زبان، ذاتی است.
اما از حدود دههٔ ۱۹۶۰ میلادی، کسانی منظری را مطرح کردند که انقلاب چهارم در زبان‌شناسی شده‌است. آن‌ها تفکر پراگی‌ها را احیا کردند که پارادایم رقیبِ زبان‌شناسی چامسکی است. اگر چامسکی به جملهٔ بنیادی و منظر فلسفیِ عقل‌گرایی دکارتی معتقد است، این رویکرد چهارم، رویکردی کارکردگرا و نقش‌گراست که معتقد است واحد مطالعهٔ زبان باید «گفتمان» باشد؛ بنابراین، این رویکرد به لحاظ فلسفی، تجربه‌گراست و معتقد است آنچه بالا قرار می‌گیرد، بافت است. این رویکرد، زبان‌شناسی را با جامعه‌شناسی عجین می‌داند. اما رویکرد چامسکی زبان‌شناسی را با روان‌شناسی و نهایتاً زیست‌شناسی مأنوس می‌شمارد؛ بنابراین، دو پارادایم زبان‌شناسی امروز به این دو خلاصه می‌شود.
رویکرد آخر این است که در انگارهٔ ساخته‌شده، «بافت» بالاترین است. بافت، عبارت از چیزی است که بر یک شرایط گفتمانی محیط است؛ یعنی بافتِ غیرزبانی و بازنمایی بافت را در سه سطح معنایی در زبان بررسی می‌کند. پس این مدل از بافت شروع می‌کند. «بافت» تصویری است که از جهان برمی‌داریم و ملکهٔ ذهن ما می‌شود. وقتی این مفهوم قرار است تبدیل به مفاهیم زبانی شود، صحبت از چهار فرانقش به میان می‌آید. پس این فرانقش‌ها در واقع معناشناسی «گفتمان‌بنیاد» هستند.
این رویکرد می‌گوید هر جمله‌ای که متعلق به یک متن است، حتی اگر ساده باشد، هم‌زمان سه لایهٔ معنایی را بر دوشِ خود حمل می‌کند: محتوا گزاره‌ای (در مورد چه چیزی صحبت می‌شود)، در بیان این محتوا به چه صورتی تعامل برقرار می‌شود؛ لایهٔ معنایی سوم این است که این جمله به‌عنوان سازهٔ یک متن، چقدر به تشکیل متنیت کمک می‌کند.
این رویکرد و این انقلاب چهارم به زبان، نگاهی «گفتمان‌بنیاد» دارد و هرگز جمله را به‌عنوان یک واحد مستقل بررسی نمی‌کند و همیشه در متن بررسی می‌کند. درست است که به‌عنوان نمونهٔ اعلا و متعارف، واحد زبانی متن است، اما این رویکرد معتقد است که حتی یک واژه هم می‌تواند متن باشد؛ یعنی متن، اندازهٔ مشخص و ازپیش‌تعیین‌شده‌ای ندارد. در این سال‌ها، سازوکارهای زبانیِ تشکیل متن، بسیار در زبان‌شناسی کاویده شده‌است. تحلیل گفتمان به سازوکارهای زبانیِ تشکیل متن می‌پردازد و این‌که چه ابزارهایی به جمله‌های زبان متنیت می‌بخشند.

## شاخه‌ها
- آواشناسی
- واج‌شناسی
- صرف
- نحو
- معناشناسی
- کاربردشناسی
- تحلیل گفتمان
- رده‌شناسی زبان
- زبان‌شناسی تاریخی
- زبان‌شناسی تحلیلی

## حوزه‌های بین‌رشته‌ای
- نشانه‌شناسی
- زبان‌شناسی کاربردی
- زبان‌شناسی زیستی
- زبان‌شناسی تحلیلی
- زبان‌شناسی نظری
- جامعه‌شناسی زبان
- زبان‌شناسی رایانشی
- روان‌شناسی زبان
- عصب‌شناسی زبان
- زبان‌شناسی قضایی یا زبان‌شناسی جنایی یا زبان‌شناسی قانونی
- زبان‌شناسی بالینی
- زبان و منطق
- سبک‌شناسی
- ترجمه و زبان‌شناسی

## نظریه‌های زبان‌شناسی
- زبان‌شناسی شناختی
- دستور زایشی
- دستور وابستگی
- زبان‌شناسی نقش‌گرا
- دستور واژه‌بنیاد

## مکتب‌های زبان‌شناسی
- مکتب پراگ
- مکتب کپنهاگ

## زبان‌شناسی در ایران
محمد مقدم در ۱۳۴۳ گروه زبان‌شناسی همگانی و زبان‌های باستانی را در دانشکده ادبیات و علوم انسانی دانشگاه تهران بنیان گذاشت و تا ۱۳۴۷ مدیریت آن را به عهده داشت. از پیشگامان زبان‌شناسی در ایران می‌توان به هرمز میلانیان، محمدرضا باطنی، یدالله ثمره، علی‌محمد حق‌شناس و علی‌اشرف صادقی اشاره کرد.

### زبان‌شناسی در دانشگاه‌های ایران
زبان‌شناسی در ایران تا سال‌ها فقط در مقطع کارشناسی ارشد و دکترا تدریس می‌شد. در سال ۱۳۸۷، برای اولین بار دانشگاه اصفهان، دانشگاه شیراز، دانشگاه رازی کرمانشاه، دانشگاه گناباد و دانشگاه ولیعصر رفسنجان در مقطع کارشناسی، دانشجوی زبان‌شناسی پذیرفتند.
هم‌اکنون رشته زبان‌شناسی در مقطع کارشناسی ارشد در دانشگاه تهران، دانشگاه تربیت مدرس، دانشگاه علامه طباطبایی، دانشگاه شهید بهشتی، پژوهشگاه علوم انسانی و مطالعات فرهنگی، دانشگاه الزهرا، دانشگاه اصفهان، دانشگاه شیراز، دانشگاه بوعلی سینا، دانشگاه گیلان، دانشگاه محقق اردبیلی، دانشگاه کردستان، دانشگاه رازی کرمانشاه، دانشگاه سیستان و بلوچستان، دانشگاه سمنان، دانشگاه بیرجند، دانشگاه شهید باهنر کرمان، دانشگاه فردوسی مشهد، دانشگاه پیام نور مرکز تهران، دانشگاه پیام نور مشهد، دانشگاه پیام نور خراسان جنوبی (قاین)، دانشگاه پیام نور مرکز رشت و دانشگاه آزاد اسلامی واحد رشت تدریس می‌شود.
دانشگاه آزاد اسلامی واحد تهران مرکزی، دانشگاه آزاد اسلامی واحد علوم و تحقیقات، دانشگاه آزاد اسلامی واحد علوم و تحقیقات فارس، دانشگاه آزاد اسلامی واحد تاکستان، دانشگاه آزاد اسلامی واحد رشت، دانشگاه آزاد اسلامی واحد خوراسگان و دانشگاه آزاد اسلامی واحد اهر نیز دارای مقطع کارشناسی ارشد این رشته هستند.
دانشگاه تهران، دانشگاه تربیت مدرس، دانشگاه علامه طباطبایی، پژوهشگاه علوم انسانی و مطالعات فرهنگی، دانشگاه الزهرا، دانشگاه اصفهان، دانشگاه فردوسی مشهد، دانشگاه بوعلی سینا، دانشگاه رازی، دانشگاه سیستان و بلوچستان، دانشگاه پیام نور مرکز تهران، دانشگاه آزاد اسلامی واحد علوم و تحقیقات و دانشگاه آزاد اسلامی واحد تهران شمال دارای مقطع دکترای این رشته هستند.
رشتهٔ زبان‌شناسی رایانشی در دو دانشگاه صنعتی شریف و اصفهان ارائه می‌شود. دانشگاه صنعتی شریف در سال ۱۳۸۹ و دانشگاه اصفهان در سال ۱۳۹۱ برای اولین بار در این رشته دانشجو پذیرفتند. دانشگاه صنعتی شریف همچنین دارای نهادی به نام مرکز زبان‌ها و زبان‌شناسی است.